# Neuhaus am Inn

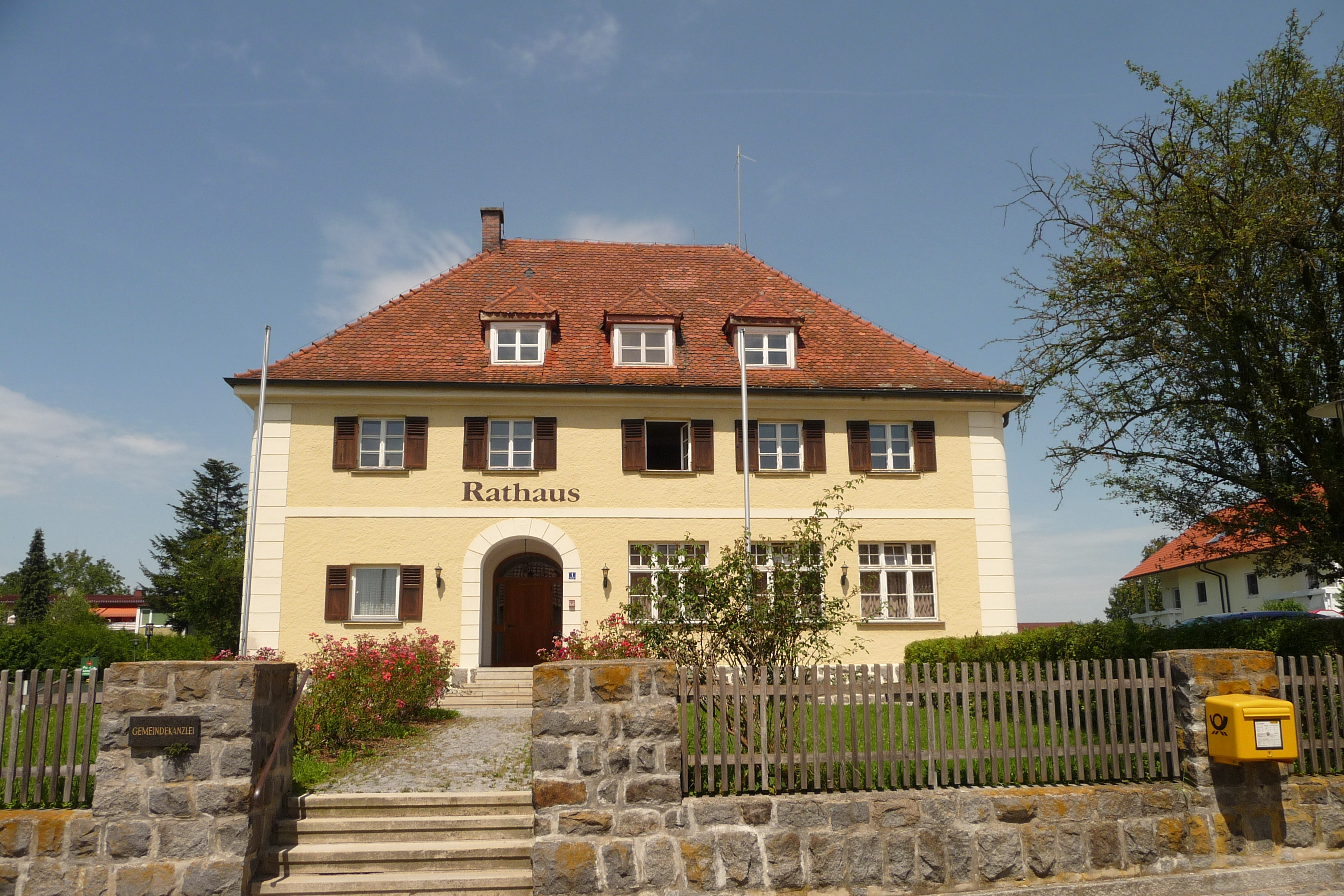
Rathaus

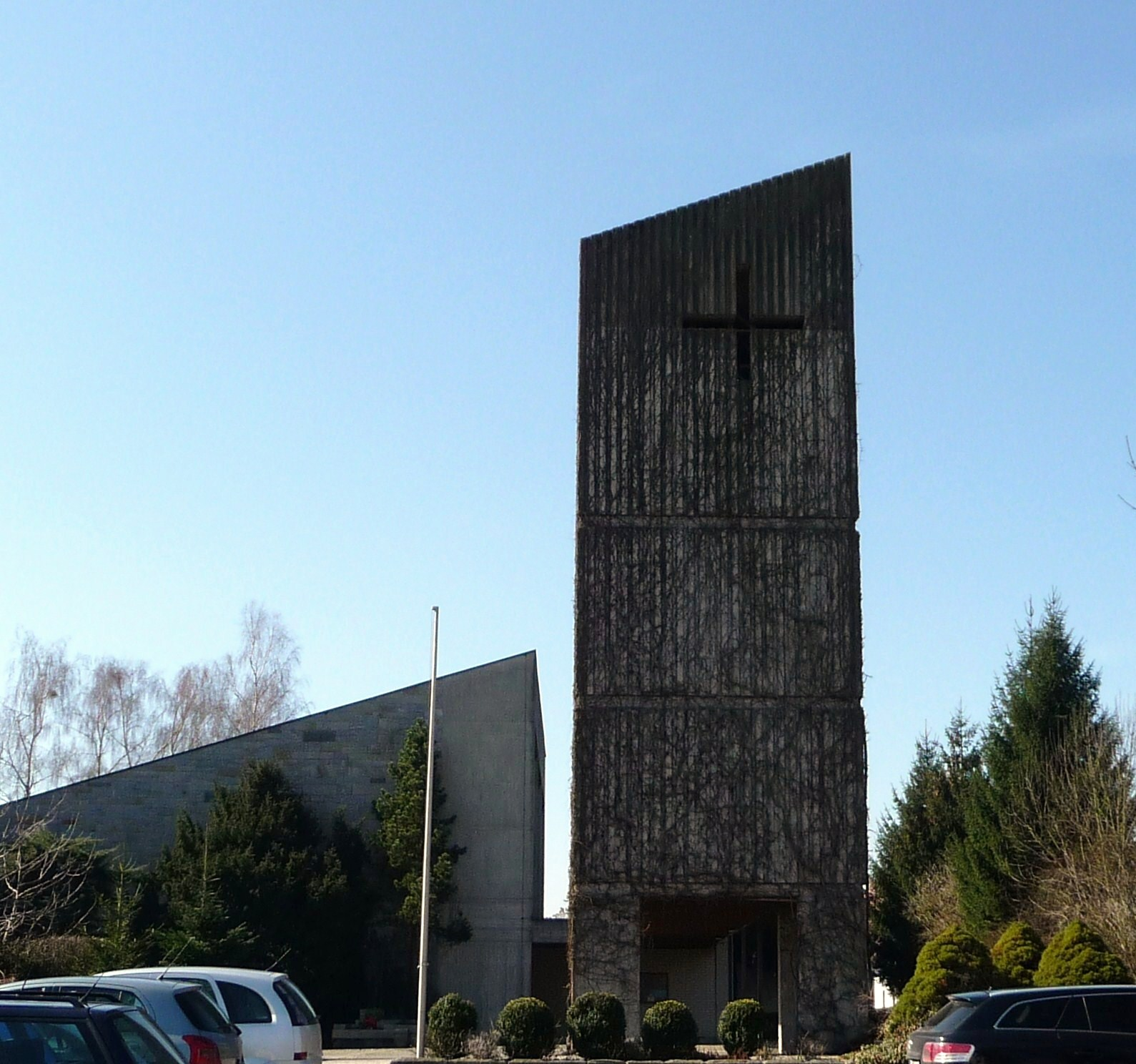
Die Pfarrkirche St. Severin

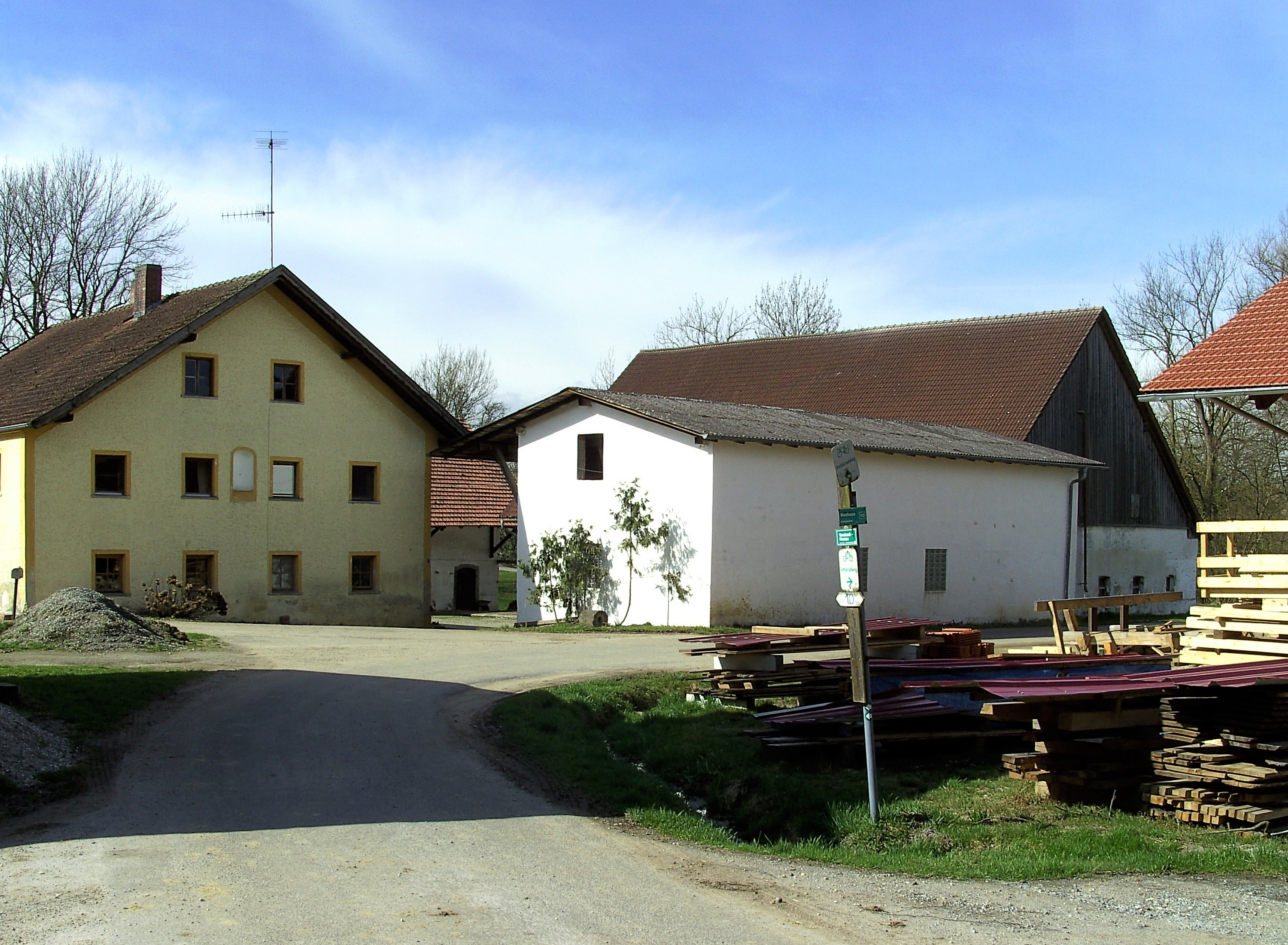
Bauernhof in Niederschärding

Neuhaus am Inn (amtlich: Neuhaus a.Inn) ist eine Gemeinde und ein Dorf im niederbayerischen Landkreis Passau.

## Geografie

### Geografische Lage
Neuhaus am Inn liegt in der Region Donau-Wald direkt gegenüber der oberösterreichischen Stadt Schärding, welche über zwei Innbrücken erreichbar ist. Mit Schärding bildet die Gemeinde Neuhaus das gemeinsame grenzüberschreitende Mittelzentrum Neuhaus-Schärding. In 4 km Entfernung besteht auf Neuhauser Gemeindegebiet Anschluss an die A 3 (Ausfahrt Pocking). Die direkt am Ort vorbeiführende B 512 bietet über die mittlerweile zur Landesstraße St 2110 herabgestufte B 12 Anbindung an die 17 km entfernte Dreiflüssestadt Passau sowie in Gegenrichtung über die B 12 und A 94 an die 160 km entfernte Landeshauptstadt München. Zukünftig soll diese unfallträchtige Strecke durch die in Planung bzw. in Bau befindliche A 94 zwischen München und der von Neuhaus aus nächstgelegenen Stadt Pocking abgelöst werden. Südlich von Neuhaus führt die Straße St 2110 über die denkmalgeschützte hölzerne, mittlerweile für den Kfz-Verkehr dauerhaft voll gesperrte Rottbrücke bei Weihmörting nach Mittich. Im Gemeindegebiet liegt das Inn-Kraftwerk Schärding-Neuhaus der ÖBK, das im Oktober 1961 nach dreijähriger Bauzeit in Betrieb ging. In der Nachbargemeinde Ruhstorf an der Rott, Gemeindeteil Sulzbach am Inn befindet sich ein Bahnhof an der Bahnstrecke Passau–Neumarkt-Sankt Veit. Der nächstgelegene Bahnhof mit Anschluss an den Fernverkehr ist in Schärding oder in Passau.

### Nachbargemeinden
- Pocking, Stadt
- Ruhstorf an der Rott, Markt
- Neuburg am Inn, Gemeinde
- St. Florian am Inn, Marktgemeinde (Österreich)
- Schärding, Stadt (Österreich)
- Suben, Gemeinde (Österreich)

### Gemeindegliederung
Es gibt 19 Gemeindeteile (in Klammern ist der Siedlungstyp angegeben):
- Afham (Dorf)
- Döfreuth (Dorf)
- Hartham (Weiler)
- Höchfelden (Weiler)
- Holzham (Weiler)
- Huttenthal (Einöde)
- Kasöd (Einöde)
- Mattau (Weiler)
- Mittich (Pfarrdorf)
- Neuhaus a.Inn (Pfarrdorf)
- Niederschärding (Weiler)
- Pumstetten (Dorf)
- Reding (Dorf)
- Rothof (Dorf)
- Sieghartsmühle (Einöde)
- Voglmühle (Dorf)
- Vornbach (Pfarrdorf)
- Wasen (Einöde)
- Weihmörting (Weiler)

Es gibt die Gemarkungen Mittich, Neuhaus a.Inn, Vornbach und Eglsee.

## Geschichte

### Bis zur Gemeindegründung
In römischer Zeit gehörte das Gebiet um Neuhaus am Inn zur Provinz Raetia. Im Jahr 1808 wurden in der Ortschaft Weihmörting mehrere Römersteine gefunden, die sich heute im Landshut-Museum befinden.
In der Frühen Neuzeit war der Ort Neuhaus am Inn Teil des Kurfürstentums Bayern und bildete eine geschlossene Hofmark. Mit dem Frieden von Teschen 1779 kamen die östlich des Inn gelegenen Gebiete des Kurfürstentums Bayern als „Innviertel“ zu Österreich. Dies hatte auch Auswirkungen auf Neuhaus, da der Untere Inn, der bis dahin in erster Linie ein Handelsweg innerhalb Bayerns gewesen war, damit zum Grenzfluss zwischen Bayern und Österreich ob der Enns wurde. Besonders die wichtigen wirtschaftlichen Beziehungen zu der am gegenüberliegenden Flussufer liegenden Stadt Schärding erlitten dadurch einen starken Einbruch. Die  geschlossene Hofmark Neuhaus war seit 1794 im Besitz der Landgräfin von Fürstenberg. 1818 entstand durch das Zweite Gemeindeedikt die heutige politische Gemeinde.

### 1818 bis heute
Nach dem großen Hochwasser des Inn von 1954 wurde Neuhaus umgesiedelt und wenige hundert Meter flussabwärts auf einem Hügel ein neuer Ortskern errichtet, dem später die Pfarrkirche St. Severin hinzugefügt wurde.  
Durch die Inbetriebnahme der Staustufe Passau-Ingling 1965 verlor der Inn im östlichen Gemeindegebiet von Neuhaus 90 % seiner früheren Strömungsgeschwindigkeit und bildet seither eine relativ träge Wassermasse. Beim Pfarrdorf Vornbach stieg der Innspiegel um etwa fünf Meter, wodurch auch in der der Vornbacher Enge Teile der Uferhänge im Wasser verschwanden.
Durch die Gebietsreform in Bayern 1972 wurde die Gemeinde Neuhaus am Inn wesentlich erweitert.

### Eingemeindungen
Im Zuge der Gebietsreform in Bayern wurde am 1. Januar 1972 die Gemeinde Vornbach, am 1. Juli 1972 wurden die Gemeinde Mittich (aus dem Landkreis Griesbach im Rottal) und Gebietsteile von Sulzbach am Inn eingegliedert.

### Einwohnerentwicklung
| Jahr | Einwohner |
| ---- | --------- |
| 1961 | 2982      |
| 1970 | 2940      |
| 1987 | 2899      |
| 1991 | 3100      |
| 1995 | 3269      |
| 2000 | 3431      |
| 2005 | 3528      |
| 2010 | 3620      |
| 2015 | 3415      |
| 2020 | 3467      |
| 2023 | 3682      |

Alle Zahlen beziehen sich auf das heutige Gemeindegebiet.

## Politik

### Gemeinderat
Der Gemeinderat setzt sich seit der Kommunalwahl 2020 wie folgt zusammen:
- CSU: 9 Sitze (57,0 % der Stimmen)
- ÜW: 3 Sitze (19,5 % der Stimmen)
- SPD und Bündnis 90/Die Grünen: 4 Sitze (23,5 % der Stimmen)

Gemeinderäte sind seit 2020: Erster Bürgermeister Stephan Dorn (CSU), Gisela Stocker (CSU), Michael Jovanovic (SPD), Andreas Lindinger (CSU), Stefan Häuslbauer (CSU), Veronika Lippl (Bündnis 90/Die Grünen), Sabine Mayerhofer (SPD), Annemarie Bernhardt (ÜW), Andreas Pilstl (CSU), 3. Bgm. Uwe Pischl (ÜW), Hans Oberpeilsteiner (ÜW), Klaus Schifferer (CSU), Martin Schifferer (CSU), 2. Bgm. Erwin Wagmann (CSU), Cornelia Wasner-Sommer (CSU), Hans Weidmann (SPD) und Markus Zeilberger – Nachrücker seit 2023 (CSU). Sechs Gemeinderäte sind gegenüber der Wahl von 2014 neu im Gremium.

### Bürgermeister
- Erster Bürgermeister ist seit 2020 Stephan Dorn (CSU),[9] der mit 79,1 % der gültigen Stimmen gewählt wurde. Er war vorher von 2008 bis 2020 Zweiter Bürgermeister.
- Zweiter Bürgermeister ist seit 2023 Erwin Wagmann (CSU).
- Dritter Bürgermeister ist seit 2014 Uwe Pischl (ÜW).

Die früheren Bürgermeister seit der Gebietsreform waren:
- 1972 bis 1996 Stefan Lachhammer (CSU)
- 1996 bis 2020 Josef Schifferer (CSU)

### Finanzen
Der Verwaltungshaushalt beläuft sich 2024 auf 7,8 Mio. €, der Vermögenshaushalt auf 6,5 Mio. €.

### Wappen
| Wappen von Neuhaus am Inn | Blasonierung: „In Silber ein links gewendeter schreitender roter Greif über zwei erniedrigten blauen Wellenbalken.“ |
| Wappen von Neuhaus am Inn | Wappenbegründung: Die beiden schmalen Wellenbalken im Schildfuß bedeuten die Lage der Gemeinde am Inn und an der Rott. Der Greif entstammt dem alten Wappen des Klosters Vornbach, das für die geschichtliche Entwicklung des Landes am unteren Inn vor Passau maßgeblich war, und verweist auf die früher selbstständige Gemeinde Vornbach, die 1972 in die Gemeinde Neuhaus eingegliedert wurde. Die Farben Silber und Blau unterstreichen die enge Beziehung zu den früheren wittelsbachischen Landesherren. |

### Gemeindepartnerschaften

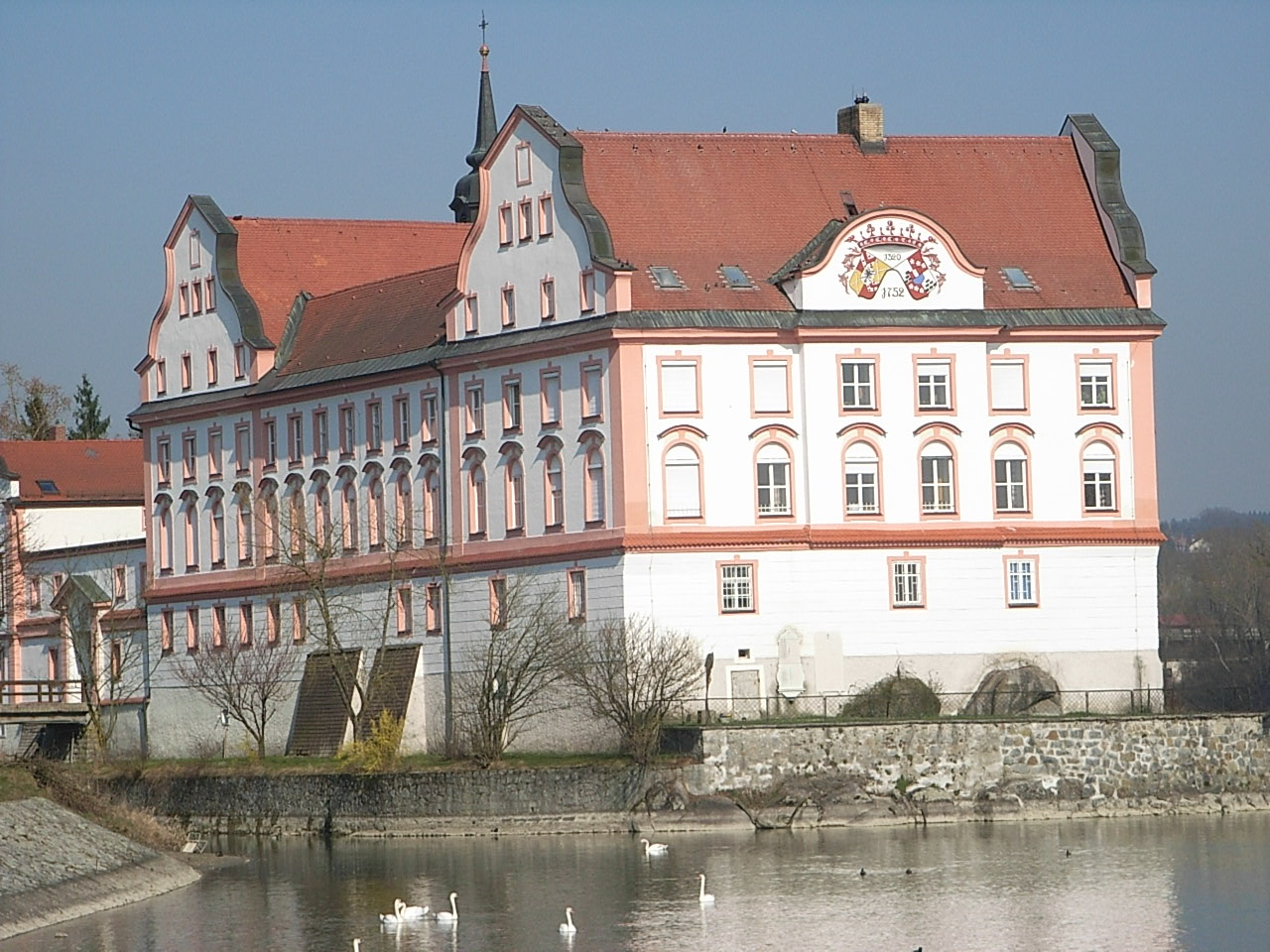
Schloss Neuhaus am Inn

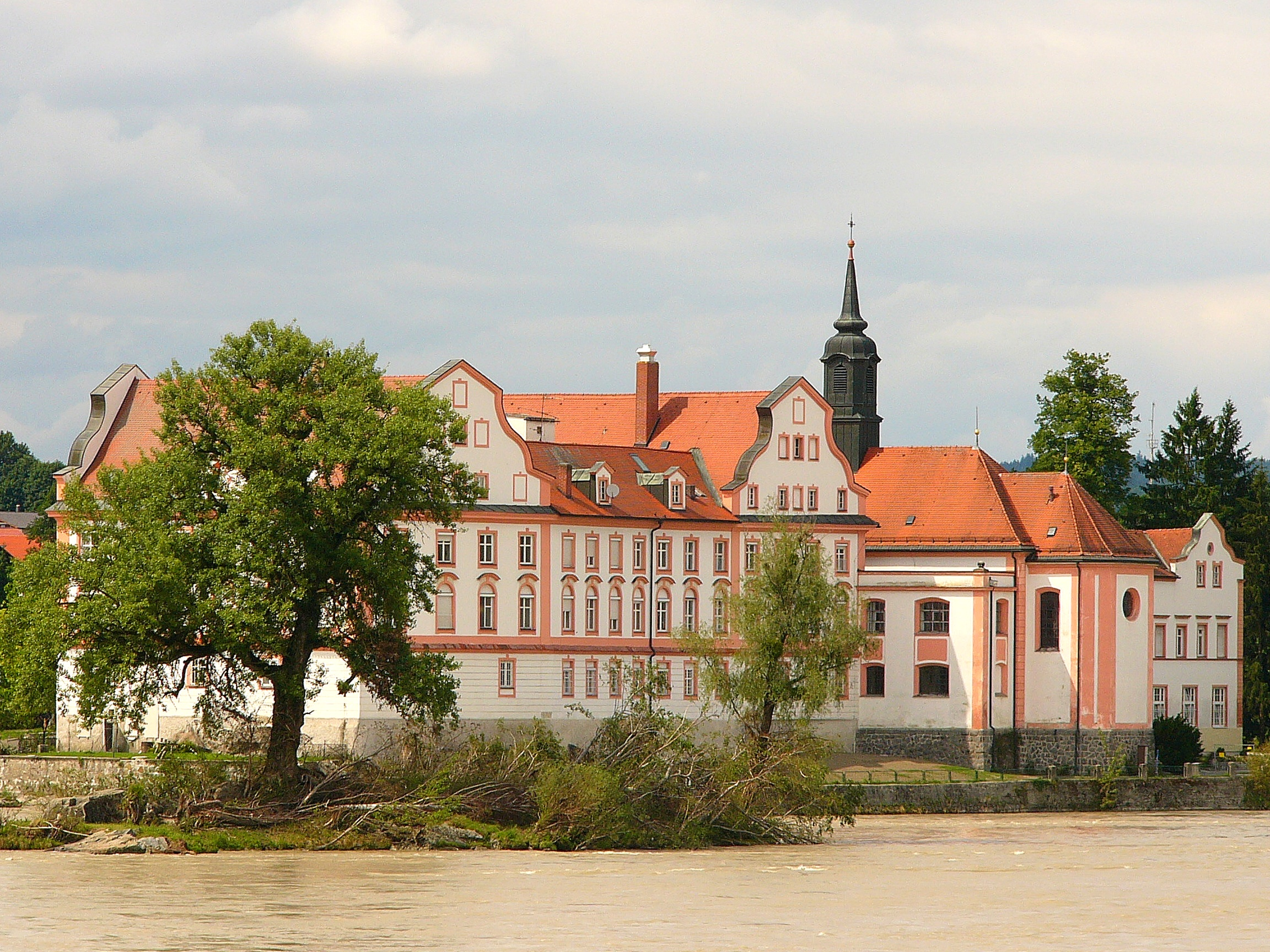
Schloss Neuhaus am Inn von Schärding aus gesehen

- Neuhaus am Klausenbach im Burgenland (A)
- Nagyveleg in Ungarn

## Sehenswürdigkeiten
- Schloss Neuhaus am Inn, von 1859 bis 2011 Kloster (Institut „Congregatio Jesu“ früher Maria Ward-Schwestern) und Realschule
- Kloster und Marienkirche in Vornbach
- Vornbacher Enge, Durchbruchstal des Inns bei Vornbach

## Wirtschaft und Infrastruktur

### Wirtschaft einschließlich Land- und Forstwirtschaft
Die Kapsreiter-Gruppe aus Schärding betrieb in Neuhaus am Inn einen Steinbruch mit Schottererzeugung.
2017 gab es in der Gemeinde 899 sozialversicherungspflichtige Arbeitsplätze. Von der Wohnbevölkerung standen 1174 Personen in einem versicherungspflichtigen Beschäftigungsverhältnis. Damit war die Zahl der Auspendler um 275 Personen größer als die der Einpendler. 52 Einwohner waren arbeitslos.
2016 gab es 52 landwirtschaftliche Betriebe; von der Gemeindefläche waren 2.084 Hektar landwirtschaftlich genutzt.

### Bildung
2024 gab es folgende Einrichtungen:
- Kindergärten und Kinderkrippe (St. Maria Theresia)
- Volksschulen: eine Grundschule (Schulverband Neuhaus a. Inn)
- Realschule (Maria Ward Realschule)

Alle anderen weiterführenden Schulen befinden sich im näheren Umkreis.

## Persönlichkeiten
Die Landgräfin Fürstenberg verlor im Jahre 1800 das um 1320 von Herzog Heinrich XIV. auf einer Felseninsel im Inn erbaute Schloss Neuhaus durch ein leichtfertiges Spiel an den Advokaten Georg Obermeier, der als Schlossherr viele Güter an Arme abgab und nur geringen Bodenzins verlangte.
- Ferdinand Leopold von Andrian-Werburg (1835–1914), Geologe und Anthropologe
- Benedikt Gerauer (1835–1899), Landtagsabgeordneter für die Bayerische Patriotenpartei von 1869 bis 1875
- Franz Gerauer (1869–1952), Reichstagsabgeordneter der BVP von 1920 bis 1932
- Franz Gerauer (1900–1987), Politiker (CSU), Bürgermeister Mittich, Senator von 1962 bis 1973
- Walter Taubeneder (* 1953), Politiker (CSU), Landtagsabgeordneter, wohnt seit 2008 in der Gemeinde.
- Stefan Lachhammer (1929–2021), Bürgermeister (CSU), Landwirtschaftsfunktionär[11]
- Reinhold Eder (1930–2021), Schulleiter, Zweiter Bürgermeister (CSU), Heimatforscher, Buchautor;[12] 2005 mit der Verdienstmedaille des Verdienstordens der Bundesrepublik Deutschland ausgezeichnet[13][14]
- Marianne Schwarz (1931–2024), Bäuerin, 1994 für die Pflege mehrerer Angehöriger mit dem Bundesverdienstkreuz und dem Bayerischen Verdienstorden ausgezeichnet